# Inner Mongolia Zhongyou
El Inner Mongolia Zhongyou (en chino simplificado, 内蒙古中优) fue un equipo de fútbol de China que jugó en la Primera Liga China, la segunda división de fútbol en el país.

## Historia
Fue fundado el 8 de octubre de 2011 en la localidad de Hohhot de Mongolia Interior con el nombre Shanxi Jiayi FC por el Shanghai Zhongyou Real Estate Group, empresa dedicada a las bienes raíces y que estaba compuesto por jugadores provenientes de la Universidad de Tecnología de Taiyuan, estableciendo también un equipo juvenil y uno en categoría femenil.
El club debutó en la temporada de 2012, y su primer partido oficial fue por la Copa de China de fútbol, en donde perdieron en la primera ronda ante el Shanghai Pudong Zobon con marcador de 1-3.
Luego de estar inactivo en la temporada 2013, el Shanxi Jianji FC regresa a competir en la temporada 2014 pero con el nombre Taiyuan Zhongyou Jiayi, donde terminaron en segundo lugar en la China League Two y ascendieron a la segunda división por primera vez en su historia, pero reportaron que el equipo pasaba por dificultades financieras a causa de ingresar al profesionalismo, lo que incluso los haría cambiar de sede. El 5 de enero de 2015 se anunció que el club cambiaría su nombre por el que tiene actualmente.
En 2016 el grupo ruso-ucraniano Devetia Limited adquirió el 35 por ciento del capital social, con un nuevo proyecto deportivo tendente al ascenso a la Súper Liga china.

## Nombres anteriores
- 2011–2013: Shanxi Jiayi (en chino simplificado, 山西嘉怡)
- 2014: Taiyuan Zhongyou Jiayi (en chino simplificado, 太原中优嘉怡)
- 2015–presente: Inner Mongolia Zhongyou (en chino simplificado, 内蒙古中优)

## Jugadores

### Equipo actual

#### Altas y bajas 2020
| Altas   | Altas    | Altas       | Altas | Altas |
| Jugador | Posición | Procedencia | Tipo  | Costo |
| ------- | -------- | ----------- | ----- | ----- |

| Bajas   | Bajas    | Bajas   | Bajas | Bajas |
| Jugador | Posición | Destino | Tipo  | Costo |
| ------- | -------- | ------- | ----- | ----- |

## Entrenadores
- Wu Jianwen (2012)
- Wang Bo (2014–2017)
- Raül Agné (2018)
- Wang Bo (2018)
- Chen Yang (2019–)[1]